# Гермониак Константин
Константин Гермониак (Гермониакос; даты жизни неизвестны) — византийский эпический поэт, живший в первой половине XIV века в Эпирском деспотате, автор стихотворного романа «Илиада».
Биографических сведений о его жизни почти не сохранилось. Известно, что Гермониак был придворным поэтом деспота Эпира Иоанна II Орсини (1323—1335) и его супруги Анны Палеолог и жил в первой половине XIV века. По приказу правителей Эпира обратился к классической традиции и произвёл обработку «Илиады» Гомера, изложив её ясным и понятным для всех языком. Новая версия «Илиады» за авторством Гермониака (Metáphrasis Historias) включает 8799 стихов, собранных в 24 песни-рапсодии. Их начальные буквы образуют акростих. Гермониак начинает свою поэму рассказом о Гомере, его происхождении и судьбе и заканчивает местью Гекубы, ослепившей фракийского царя Полиместра, и убийством его восьми сыновей. Темами эпилога являются проблема человеческой судьбы и страдания земной жизни.
Основой для его поэмы Гермониаку служила не столько «Илиада», сколько стихотворные поэмы «Аллегория к „Илиаде“ и „Одиссее“ Гомера» и «События догомеровского, гомеровского и послегомеровского времени» авторства Иоанна Цеца. Другими источниками для написания поэмы, вероятно, были также «Хроники» Константина Манассии, содержащие цитаты из Ветхого Завета. Написание «Илиады» также происходило под сильным влиянием «Романа о Трое» французского поэта Бенуа де Сент-Мора (XII век).
Своё обширное творение Гермониак для большей «пышности» написал с помощью четырёхстопного хорея. Поэт не полностью освоил выбранный им метр, поэтому поэма содержит большое количество солецизмов и путаницу в употреблении падежей в зависимости от предлогов. Кроме того, поэма написана на «народном» средневековом греческом языке, «украшенном» литературными выражениями. Все эти особенности делают «Илиаду» Гермониака трудной для чтения. Поэма сохранились в 3 рукописях XV века. Поэт XVI века Николай Луканис написал на основе поэмы Гермониака собственную версии «Илиады», которая была опубликована в Венеции в 1526 году.